# The Seeds
I The Seeds sono stati un gruppo rock formato a Los Angeles nel 1965 da Sky Saxon (vero nome: Richard Marsh) conosciuti soprattutto per il brano di successo  Pushin' Too Hard.
Come molti gruppi californiani dell'epoca (Doors, The Music Machine) il gruppo dava grande spazio all'organo, ma la durezza del sound, l'ossessivo ripetersi degli accordi, il cantato aggressivo di Saxon conferivano al gruppo uno stile quasi punk.
Il gruppo si sciolse all'inizio degli anni 1970 e Saxon abbracciò il misticismo aderendo ad una enigmatica setta religiosa nelle Hawaii.
Negli anni il gruppo ha avuto diverse rifondazioni e nel 2005, con una nuova formazione, Saxon ha ripreso a fare tournée.
Sky Saxon è scomparso il 25 giugno 2009, a causa di una presunta infezione agli organi interni a 63 anni ad Austin in Texas.

## Formazione

### Componenti originari
- Sky Saxon - voce, basso
- Jan Savage - chitarra
- Rick Andridge - batteria
- Daryl Hooper - organo

## Discografia
Album in studio
- 1966 - The Seeds (GNP Crescendo Records, GNP 2023)
- 1966 - A Web of Sound (GNP Crescendo Records, GNP 2033)
- 1967 - Future (GNP Crescendo Records, GNP 2038)
- 1967 - A Full Spoon of Seedy Blues (GNP Crescendo Records, GNP 2040) a nome della Sky Saxon Blues Band
- 1968 - Raw & Alive - The Seeds in Concert at Merlin's Music Box (GNP Crescendo Records, GNP S 2043) finto Live

Raccolte
- 1977 - Fallin' Off the Edge (GNP Crescendo Records, GNP 2107) Raccolta di inediti e outtakes
- 1982 - Bad Part of Town (Eva Records, EVA 12019) Raccolta di inediti
- 1988 - The Seeds (GNP CRescendo Records, GNPD 2023) Raccolta
- 1988 - Evil Hoodoo (Drop Out Records, DOCD 1998)
- 1991 - A Faded Picture (Diablo Records, DIAB 834)
- 1993 - Travel with Your Mind (GNP Crescendo Records, GNPD 2218) Raccolta di 45 giri inediti
- 1996 - Flower Punk (Demon Records, FBOOK 16) Raccolta, 3 CD
- 2004 - Red Planet (Jungle Records, FREUDCD080)
- 2007 - Pushin' Too Hard (Music Club Deluxe, MCDLX 039) Raccolta, 2 CD

Singoli
- Can't Seem to Make You Mine (1965, riedito nel 1967)
- Pushin' Too Hard (1965, riedito con lato B diverso nel 1966)
- Mr. Farmer (1967)
- A Thousand Shadows (1967)
- The Wind Blows Your Hair (1967)
- Satisfy You (1968)
- Fallin' Off the Edge of My Mind (1969)